# Egy fiú legjobb barátja
Az Egy fiú legjobb barátja (A Boy's Best Friend) egy novella, amelyet Isaac Asimov írt, és 1974-ben a Boys' Life magazinban jelent meg. A szöveg magyarul a Robottörténetek című novelláskötetben található meg.

## Történet
|  | Alább a cselekmény részletei következnek! |

A novella a különböző generációk és társadalmi helyzetek különböző alapkultúrájából eredő értékrendváltozást mutatja be.
A történet 1995-ben játszódik. Jimmy egy tízéves kisfiú, aki a Holdon született. Kedvenc játszótársa egy robotkutya, amit a fiú szülei egy valódi, hús-vér kutyára akarnak lecserélni. Jimmy ezt nem akarja, szülei hiába bizonygatják neki, hogy a robotkutyába csak programozták a szeretetet, Jimmy így is szereti a gépet.
|  | Itt a vége a cselekmény részletezésének! |

## Más történettel hasonlóság
Maga Asimov mondta a történetről, hogy a 35 évvel a novella előtt írt Robbie alaphelyzete csendül vissza benne, hiszen mindkét műben egy gyerek és egy robot barátsága a központi téma.

## Megjelenések

### angol nyelven
1. Boys Life, 1975. március
2. The Complete Robot (Doubleday, 1982)
3. The Robot Collection (Doubleday, 1983)

### magyar nyelven
1. Robottörténetek, I. kötet (Móra, 1993, ford.: Szántai Zsolt)
2. Isaac Asimov teljes Alapítvány–Birodalom–Robot Univerzuma, I. kötet (Szukits, 2001, ford.: Szántai Zsolt)

| Előző | Sorozat                                               | Következő |
| ----- | ----------------------------------------------------- | --------- |
| nincs | Robot sorozat Alapítvány–Birodalom–Robot regényciklus | Robbie    |